# Disclaimer
Disclaimer (dosłownie: „zrzeczenie się”) – zapożyczony z języka angielskiego termin w najogólniejszym rozumieniu określający jakikolwiek zapis, którego celem jest wyłączenie przez autora części lub całości odpowiedzialności cywilnoprawnej związanej z korzystaniem ze świadczonych przez niego usług. 
Disclaimery, jako klauzule poufności, występują często w korespondencji elektronicznej, gdzie względnie łatwo w sposób zamierzony (informatyk w firmie, administrator sieci) lub niezamierzony (błędny adresat lub grupa adresatów) przesłać korespondencję do niezaplanowanych odbiorców. Zawarcie zastrzeżenia, które ostrzega, że zawartość wiadomości jest poufna, może pomóc chronić firmę przed ujawnianiem poufnych informacji.